# مسجد الملوك الأربعة
مسجد الملوك الأربعة (بالفارسية: مسجد چهار پادشاهان) هو اسم مسجد في لاهيجان، إيران، حيث دفن أربعة حكام من السلالة كاركياييان.